# ベータ版
ベータ版（ベータばん、β版）とは、正式版をリリース（公開）する前にユーザーに試用してもらうためのサンプルのソフトウェアである。ベータバージョンという場合もある。

## 概要
ベータ版は多くのユーザーに（主に無料で）試用してもらうことで、使い勝手やデザイン、性能などについての意見を汲み上げ、それをソフトウェアの開発に活かしたり、発見し尽くせなかった不具合を報告してもらい修正したりして、正式版をより良いものに仕上ることを目的としている。

### 種類
ベータ版は、大きく分けてクローズドベータとオープンベータとに分けられる。
クローズドベータ
開発者の知り合いや前バージョンのユーザー、公募などでユーザーの数を「限って」試用に協力してもらう。これをクローズドベータテスト（CBT）という。
オープンベータ
一般向けにベータ版を「公開」し、試用に協力してもらう。これをオープンベータテスト（OBT) という。パブリックベータ（Public Beta）とも。
流れとしてはクローズドベータで大まかにバグを修正したあと、オープンベータに移行するという流れになるので、一般的にクローズドベータの方がバグが多いといえる。

## ベータテスト後の流れ
ベータ版として十分にテストや改良が行われたものは、ここで正式版（安定版、Stable、または正式サービス）として公開されるか、またはリリース候補版（=RC版、Release Candidate版）として、更なる性能検証・改良の工程に進む場合とがある。マイクロソフトのような巨大なソフトウェア会社では、ベータ版ではなく、RC版の段階に於いて初めて一般ユーザに提供される（=オープンベータになる）こともある。
一方、重大な欠陥が発見された場合は、それを修正したベータ版が再度提供されることがある。その場合は「Beta1、Beta2、Beta3」のように、提供順に増加した番号が付加されていく。

## ベータ版の注意点
あくまで試験的な版であり正式版ではないので、何らかのトラブルが発生する可能性が高い反面、開発者側からの能動的なサポートは行われない（ユーザ自らが掲示板などのフォーラムを利用してサポートしあったり、開発者にバグの除去や機能改良を申し込み、改善してもらうことは可能）場合も珍しくない。そのため、ソフトウェアに詳しくないユーザーが使用することは一般的に推奨されない。
ベータ版のソフトウェアは再配布を厳しく禁止している場合が多くあり、流出時の罰則等が定められている場合もある。
逆に、MMORPGなどのネットゲームでは、無料という特性を生かし、顧客獲得やマーケティングの手段としてオープンベータ（時にはクローズドベータも）を利用していることが珍しくない。そのため、非常に多くのユーザーが利用することになる（無料であるため、正式サービス版よりもユーザ数が多い場合もある）が、この場合も、正式なサービスに移行した際のそれまでのプレイの記録などのデータの保証は確実にはされない（ベータ時に生まれたアイテムやキャラクターなどを削除して環境を初期化することがある）し、ベータ版以前と正式サービス開始後で同様のゲーム性が確保される保証も全くない。
また、あくまで試験的な版であるが故、使用期限が定められているケースも多い。この場合も正式版リリース後もしばらくは使用できる場合が多いが、場合によっては正式版のリリースに先立ってベータ版が使用期限切れとなるケースもある（リリース候補版を公開した場合など）。また期限が近づくと正式版やリリース候補版への転換を促す目的で、動作に制限がかけられる場合もある。

## ベータ版のWebサービス
一部のWebサービスでは、常に進化をし続け完成することのないという意味（多少の不具合があってもベータ版だからという逃げのためともいわれている）を込めてベータ版を掲げているウェブサイトもあった（例：Googleの電子メールサービス Gmail。リリース以来5年間に渡ってベータ版を名乗っていた）。しかし、試作段階を思わせるベータ版という表示は企業で採用するサービスにふさわしくないという判断から、ベータ版という表記を削除しているケースもある。